# Onychiurus debilis
Onychiurus debilis is een springstaartensoort uit de familie van de Onychiuridae. De wetenschappelijke naam van de soort is voor het eerst geldig gepubliceerd door Moniez.